# Бурятська кухня
Бурятська кухня — національна, традиційна кухня бурятів. Вона багато в чому перейняла від монголів. Разом з тим є доволі специфічною та визначною серед кухонь південного Сибіру. Водночас бурятська кухня де в чому вплинула на якутську кухню.

## Особливості
Буряти — народ кочовий, у зв'язку з чим у цього народу склалися свої традиції в харчуванні. Спосіб життя кочівників вимагає величезних енергетичних витрат, тому кухня Бурятії відрізняється ситністю страв та їх калорійністю. Займаючись скотарством з незапам'ятних часів, цей народ має в своєму раціоні величезна безліч м'ясних і молочних страв.
Практично все меню бурятів займають натуральні продукти, іноді, як у випадку зі струганиною, в сирому вигляді — буряти пристосовувалися готувати їжу, що допомагала вижити їм в суворих умовах.

### Перші страви
Образ харчування бурятів не має на увазі перекусів. Вони воліють повноцінну трапезу. На столі обов'язково присутня перша страва. Шулеп, або суп-локшина, є національною стравою. Його рецепт суворо охороняється і передається від одного покоління до іншого. Інші бурятські бульйони також широко відомі і дуже популярні, зокрема бухлеор або бухелеер (відварне м'ясо з кісткою в бульйоні).

### М'ясні страви
Не лише приготування м'яса, але навіть оброблення туші — особливий ритуал для бурятів. З усіх видів м'яса в Бурятії особливою прихильністю користується конина. Рецептів приготування цього цінного м'яса багато, серед них: котлети, пельмені (баргжа), рулети м'ясні, буузи. Також при приготуванні страв використовуються баранина й яловичина.

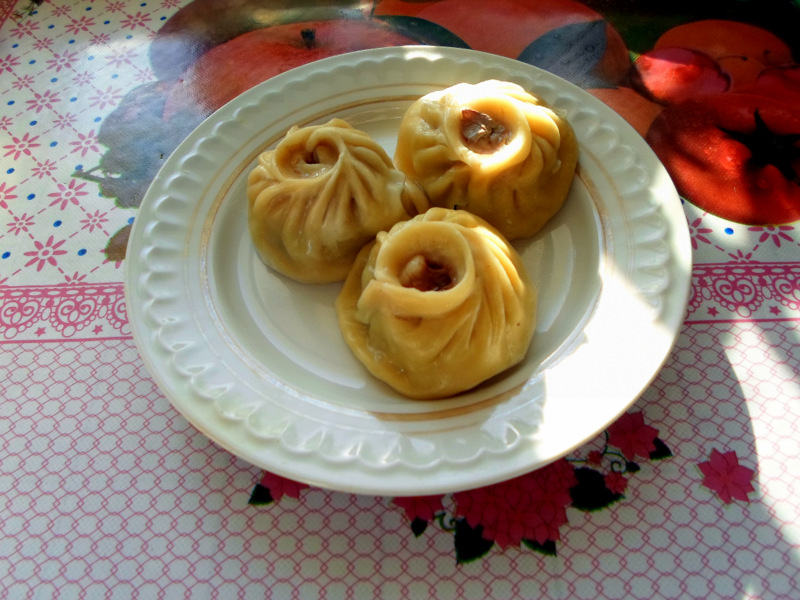
Бурятські буузи

Найпопулярніша страва бурятської кухні — буузи (називають бурятські буузи на відміну від монгольських буузи), які росіяни називають пози. Готуються з кониною, яловичиною або бараниною з додаванням цибулі і внутрішнього жиру. М'ясо для них промивають, сікачем нарізають на досить дрібні шматочки, додають перемелений внутрішній жир і дрібно нарізану цибулю. Головна умова — фарш обов'язково повинен бути соковитим, тільки тоді буузи вийдуть смачними, тісто роблять як для домашньої локшини, а готують їх на пару. Іншими знаними м'ясними стравами є м'ясні рулети, кров'яна ковбаса шухан (кров'ю начиняється шлунок та вариться у підсолоній воді), хошхоног (з баранячої або конячої прямої кишки), ерєелже, оремгой (смужки очеревини, внутрішнього жиру, діафрагми переплітають у вигляді коси, що вариться у підсоленій воді, або запікають на вугіллі, смажаться на кшталт шашлика).
Суто з яловичини готуються семген (стегнова кістка з м'якоттю, а головне — з кістковим мозком), шарбін (прісні беляші), хушуур (м'ясні груші), хіїме (м'ясна ковбаса), хребці поперекової частини з відростками і м'якоттю, реберна кістка з м'якоттю. Для приготування зазначених виробів робиться фарш з рубленого м'яса з додаванням свинини, а також без неї, але обов'язково з введенням яловичого жиру. При приготуванні страв з яловичини широко застосовуються різні спеції.
Раніше суттєвим доповненням раціону було м'ясо диких тварин, добутих на полюванні. З подрібнених і обсмажених зі спеціями нутрощів тарбагана або інших дрібних тварин готували дамбар.
У бурятської кухні вироби з субпродуктів займають чільне місце, користуються великою популярністю. У їх числі можна назвати 'ельген' (печінка, смажена на вугіллі), кров'яну ковбасу, хошхоног.
Бурятський плов — це гордість і окраса святкового столу. Особливий спосіб приготування дозволяє домогтися неймовірної м'якості і ніжності м'яса, і робить рис розсипчастим і трохи хрустким. Його секрет в тому, що продукти: м'ясо, рис, часник і цибулю, вершкове масло не перемішуються між собою, а укладаються шарами. Приправи, що використовуються у приготуванні плову, надають йому пікантність і гостроту.

### Рибні страви
Бурятія відома озером Байкал, а саме озеро рибою омулем, яку місцеві жителі готують різноманітними способами: смажать, в'ялять, солять, коптять, запікають. Особливий колорит вносить малосольний омуль — сугадай або согудай, що дослівно означає «сира риба». Свіжоспійману рибу нарізають скибочками, посипають великою сіллю і обкладають нарізаною цибулею, поміщають у тару на півгодини.

### Молочні страви
Особливе місце в бурятській кухні займають молочні продукти та страви з них, буряти готують з молока напої, другі і перші страви і навіть хліб. Молоко — другий основний продукт харчування бурятів, після м'яса. З нього починається будь-яке частування (саган едєен — біла їжа). Жоден прийом їжі не обходиться без вживання молока або інших молочних продуктів.
Відомими молочними стравами є хурууд (спресований сушений сир з незбираного молока, хуурууд буряти використовують як хліб) та саламат (сметана, що нагріта на слабкому вогні і перемішана з борошном грубого помелу). Є популярними кумис та курунгу, приголомшливо смачні ласощі — сирні сніжки. Бурятський кумис готується з кобилячого молока, яке заквашується на родзинках і змішується з парним молоком, згодом відстоюючись в прохолодному місці 3 доби.
Буряти цінують молочну пінку після кип'ячіння та охолодження — урме. Щоб отримати 1 км урме, потрібно закип'ятити 10 літрів молока, дочекатися утворення пінки і протягом 12 годин дати молоку охолонути. За цей час пінки загуснуть, їх акуратно знімають й сушать або заморожують. Перед подачею на стіл нарізають будь-якою формою. З цієї пінки готують напій тараг, що особливо корисний у спеку. Для тарага після зняття урме, молоко трохи підігрівають, потім в нього вливають закваску (гурелге), після цього охолоджують.

### Напої і смаколики
Серед напоїв перевага віддається зеленому чаю. Готують його за особливою технологією. Спочатку листя чаю доводять до кипіння, позбавляючи їх від гіркого присмаку, потім, додавши молоко, кип'ятять вдруге, додають трохи солі та вершкове масло. 
До чаю обов'язково подають шаньги — дріжджові коржі, замішані на баранячому жирі та посмажені в сметані. З давних-давен буряти дикорослу черемху заготовляли і консервували про запас. Відомою стравою є черемховий пиріг.